# Musée national du Haut Moyen Âge
 (mars 2016).
Si vous disposez d'ouvrages ou d'articles de référence ou si vous connaissez des sites web de qualité traitant du thème abordé ici, merci de compléter l'article en donnant les références utiles à sa vérifiabilité et en les liant à la section « Notes et références ».
Le musée national du Haut Moyen Âge (en italien : Museo nazionale dell'Alto Medioevo) est un musée italien situé dans le quartier de l'EUR, à Rome.

## Aperçu
Le musée ouvre en 1967 afin de doter Rome d'un musée archéologique sur l'époque postclassique et promouvoir la recherche sur une période très importante de l'histoire de la ville.
Il contient des pièces allant du IVe siècle au IXe siècle, provenant principalement de la région de Rome et de l'Italie centrale et comporte 8 salles.
Depuis le 9 mars 2016, le musée est géré par le pôle muséal du Latium et expose également l'opus sectile trouvé dans une importante demeure (domus) d'Ostia Antica près de la Porta Marina. 
Cet Opus est un décor extraordinaire composé de marbre polychrome.

## Quelques œuvres

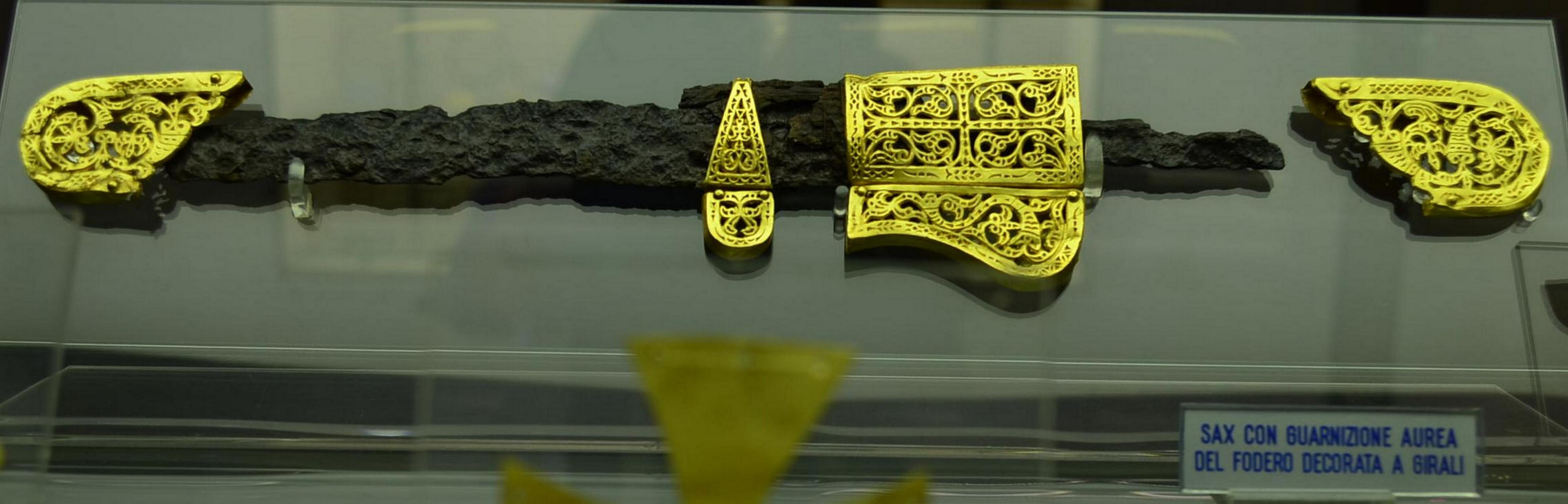
Epée avec éléments décoratifs en or
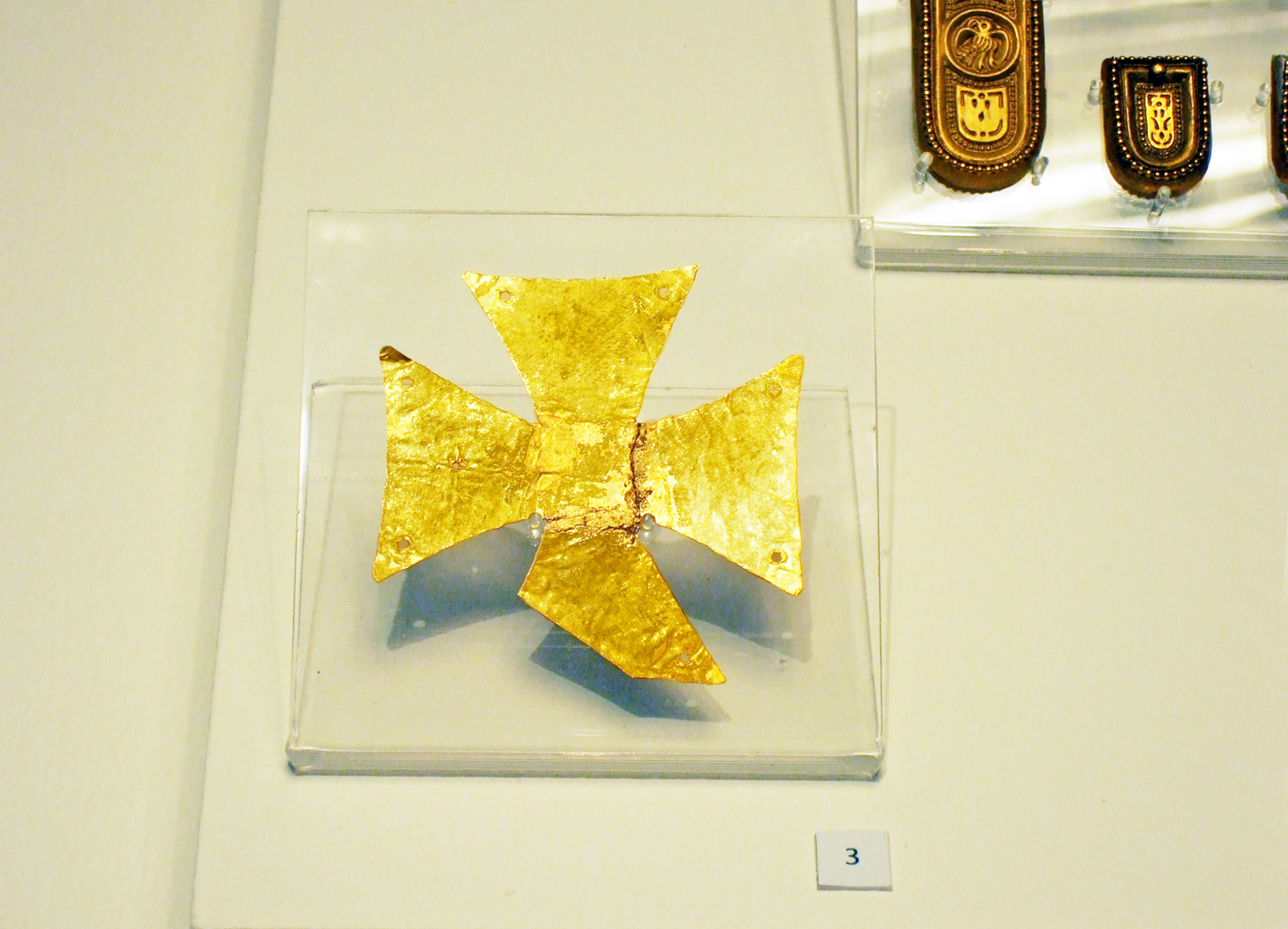
Croix lombarde en or
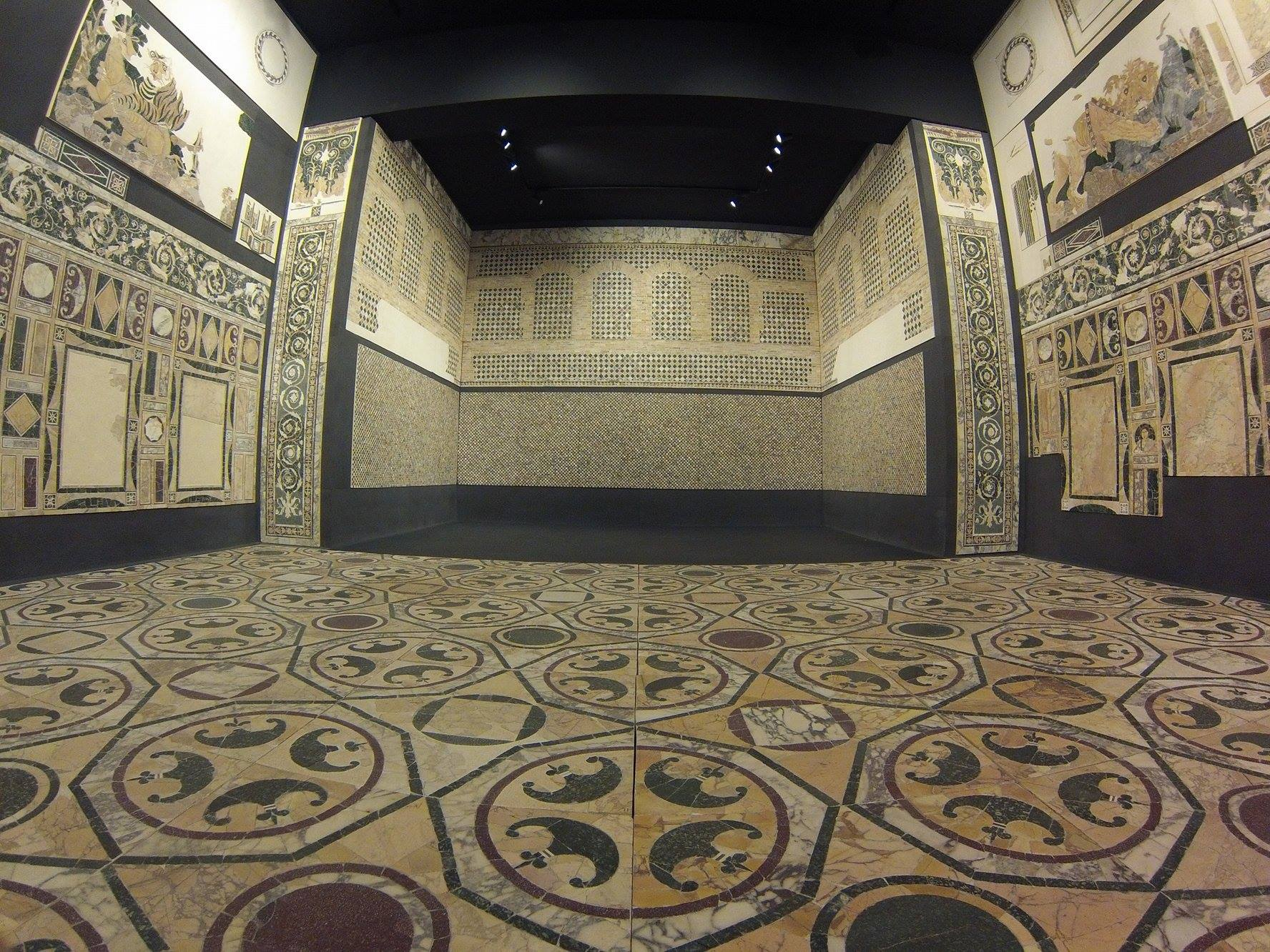
Reconstitution de décor romain du IVe siècle en opus sectile, provenant d'Ostie

## Source
- (it) Cet article est partiellement ou en totalité issu de l’article de Wikipédia en italien intitulé « Museo nazionale dell'Alto Medioevo » (voir la liste des auteurs).